# Urdböna
Urdböna (Vigna mungo) är en ärtväxtart odlad i Sydasien. Den ingår i släktet vignabönor och familjen ärtväxter. Den är nära släkt med mungböna och blandas ibland samma med denna. Arten har omklassificerats från Phaseolus till Vigna.

## Botanisk historia, spridning
Arten fick sin första vetenskapliga beskrivning av Carl von Linné. Den fick sitt nu gällande vetenskapliga namn av Frank Nigel Hepper. Inga underarter finns listade i Catalogue of Life.
Urdböna började sin historia i Sydostasien och Sydasien, där den odlats sedan forntiden och ses som en av de högst skattade ärtväxterna. Arten odlas inte minst i Sydindien, i Nepal och i de nordliga delarna av Bangladesh. I de två sistnämnda länderna är den känd som mash daal.
Arten har även introducerats i Västindien, Fiji, Mauritius, Myanmar och Afrika, främst via indiska utvandrare under 1800-talet. I Guinea kallas arten a-tὲmb-tὲmb, medan den i Senegal är känd som ga-tεmbεr sεmbεr.

## Användning
I Indien säljs bönorna ofta under namnet black gram. Detta är då den hela bönan, medan kluvna bönor brukar benämnas white lentil ('vit lins'), på grund av utseendelikheten med linser. Arten är dock klart åtskild från den betydligt mindre arten Lens culinaris, på engelska känd som svarta linser.
Urdböna är i Sydasien en populär grönsaksbaserad (daal) sidorätt. Den kompletterar ofta olika sorters curryröror och ris.

## Bildgalleri

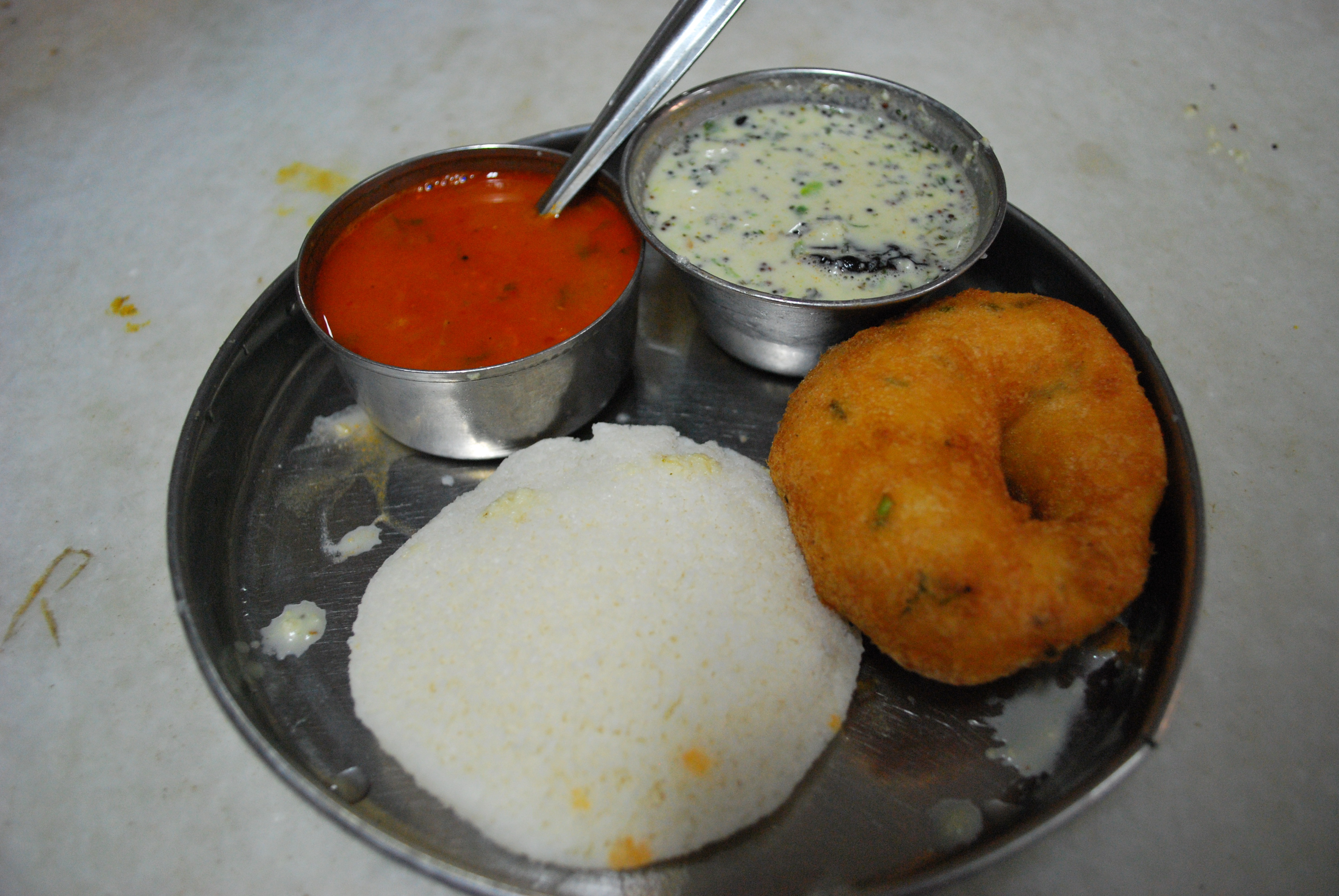
Frukost med urdbönor i södra Indien.
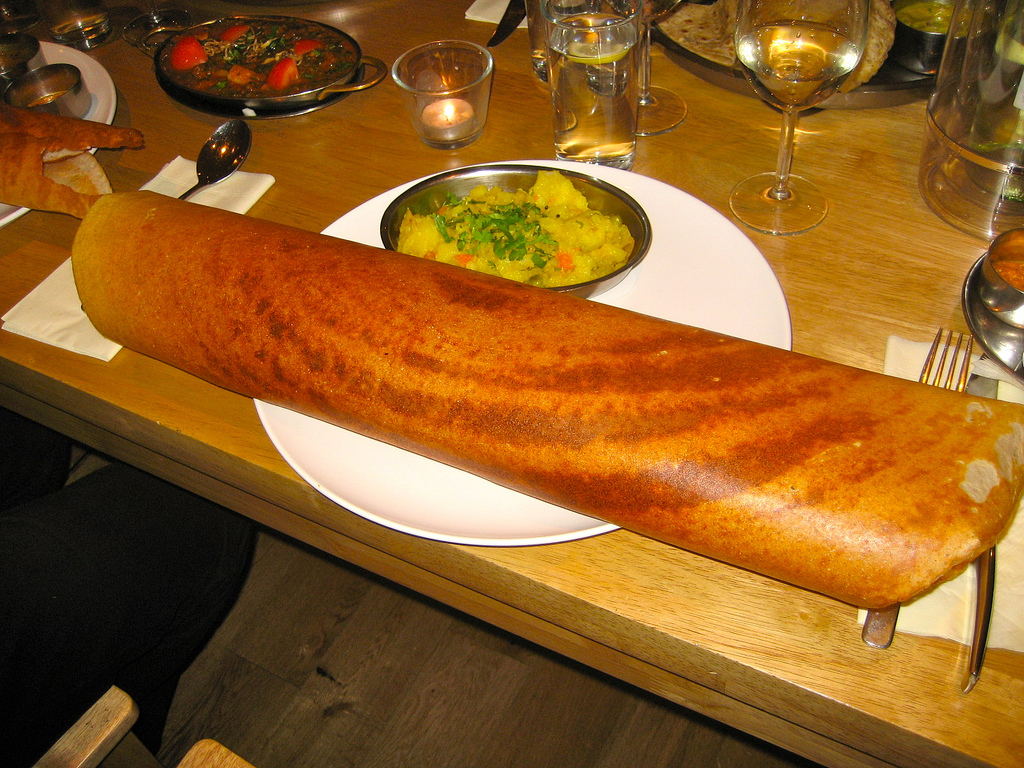
Paper Masala Dosa.
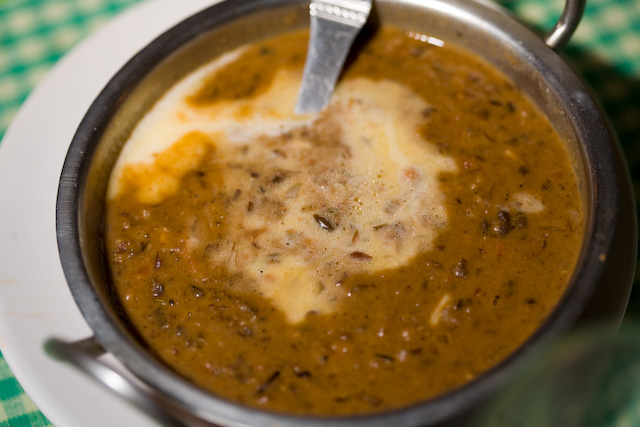
Dal Makhani.